# ویکتور هوگو اندرادا
ویکتور هوگو اندرادا (انگلیسی: Víctor Hugo Andrada؛ زادهٔ ۲۵ دسامبر ۱۹۵۸) بازیکن فوتبال اهل آرژانتین است.
از باشگاه‌هایی که در آن بازی کرده‌است می‌توان به باشگاه فوتبال بلومینگ، باشگاه فوتبال جیمناسیا لاپلاتا، و باشگاه فوتبال راسینگ کلوب آویاندا اشاره کرد.